# Carl von Moers
Carl von Moers (Neuwied, Renània-Palatinat, 9 de desembre de 1871 - 26 de maig de 1957) va ser un genet alemany que va competir a començaments del segle xx.
El 1912 va prendre part en els Jocs Olímpics d'Estocolm, on va guanyar la medalla de plata en la prova del concurs per equips del programa d'hípica, amb el cavall May-Queen; formant equip amb Friedrich von Rochow, Richard von Schaesberg i Eduard von Lütcken. En el concurs individual acabà en quinzena posició i en domà clàssica dotzè.